# Rivière à la Carpe (Petite rivière Eusèbe)
Pour les articles homonymes, voir Rivière à la Carpe.
La rivière à la Carpe est un affluent de Petite rivière Eusèbe, coulant dans le territoire non organisé de Lac-Ashuapmushuan et la municipalité de Saint-Félicien, dans la municipalité régionale de comté (MRC) de Le Domaine-du-Roy, dans la région administrative de Saguenay–Lac-Saint-Jean, dans la province de Québec, au Canada.
Cette petite vallée est surtout accessible par le boulevard du Jardin (route 167).
L'agriculture constitue la principale activité économique de cette vallée.
La surface de la rivière à la Carpe est habituellement gelée du début de décembre à la fin mars, sauf les zones de rapides; toutefois la circulation sécuritaire sur la glace se fait généralement de la mi-décembre à la mi-mars.

## Géographie
La rivière à la Carpe tire sa source au lac Eusèbe (longueur: 0,7 km; altitude: 267 m) en zone forestière dans la partie ouest de Saint-Félicien, dans le territoire non organisé de Lac-Ashuapmushuan. Cette source est située à:
- 1,2 km au nord-est d'une courbe du cours de la rivière aux Saumons;
- 20,9 km au sud-ouest de la rive du lac Saint-Jean;
- 12,1 km au sud-ouest de l'embouchure de la rivière à la Carpe[3].

À partir de sa source, la rivière à la Carpe coule sur 16,0 km avec une dénivellation de 147 m, en traversant quelques îlots forestiers dans la partie supérieure, puis agricole pour le reste du cours, selon les segments suivants :
- 8,0 km vers le nord-est, jusqu'à la décharge (venant du sud) du Lac du Repos;
- 8,0 km vers l'est en zone agricole, en coupant successivement le chemin du Lac-du-Repos, le chemin du Rang Simple, et le chemin du Rang Double, ainsi qu'en recueillant le ruisseau Gauche (venant de l'ouest), jusqu’à son embouchure[3].

La rivière à la Carpe se déverse sur rive sud de la Petite rivière Eusèbe. Cette confluence est située du côté ouest de Saint-Félicien, à:
- 0,85 km au sud-ouest de la rive de la rivière Ashuapmushuan;
- 12,5 km à l'ouest de l'embouchure de la rivière Ashuapmushuan;
- 63 km à l'ouest du centre-ville d'Alma[3].

À partir de l’embouchure de la rivière à la Carpe, le courant descend successivement la Petite rivière Eusèbe sur 3,2 km, le cours de la Rivière Ashuapmushuan vers le sud-est sur 11,4 km, puis traverse le lac Saint-Jean vers l'est sur 41,1 km (soit sa pleine longueur), emprunte le cours de la rivière Saguenay via la Petite Décharge sur 172,3 km vers l'est jusqu’à Tadoussac où il conflue avec l’estuaire du Saint-Laurent.

## Toponymie
Le toponyme « rivière à la Carpe » a été officialisé le 5 décembre 1968 à la Banque des noms de lieux de la Commission de toponymie du Québec.